# Hans de Wolf
 (octobre 2018).
Si vous disposez d'ouvrages ou d'articles de référence ou si vous connaissez des sites web de qualité traitant du thème abordé ici, merci de compléter l'article en donnant les références utiles à sa vérifiabilité et en les liant à la section « Notes et références ».
Hans de Wolf, né le 12 février 1955 à La Haye, est un producteur et entrepreneur néerlandais.

## Filmographie
- 1986 : L'Aiguilleur de Jos Stelling[2]
- 1995 : Antonia et ses filles de Marleen Gorris[3]
- 1997 : Le passager clandestin de Ben van Lieshout
- 1999 : Mates de Pieter Verhoeff
- 2000 : Somberman's Action de Casper Verbrugge
- 2000 : Ochtendzwemmers de Nicole van Kilsdonk[4]
- 2001 : R.I.P. de Jan Doense
- 2001: The Moving True Story of a Woman Ahead of Her Time de Pieter Verhoeff[5]
- 2002 : Oysters at Nam Kee's de Pollo de Pimentel[6]
- 2004 : Bluebird de Mijke de Jong
- 2005 : Johan de Nicole van Kilsdonk[7]
- 2006 : Don de Arend Steenbergen
- 2007 : Duska de Jos Stelling[8]
- 2008 : Katia's Sister de Mijke de Jong
- 2009 : Maite was hier de Boudewijn Koole[9]
- 2010 : This Is My Picture When I Was Dead de Mahmoud al Massad
- 2011 : Nadia Ticks de Laetitia Schoofs
- 2011 : Coup de Grâce de Clara van Gool
- 2012 : Bowy is inside de Aniëlle Webster
- 2012 : Silent City de Threes Anna[10]
- 2013 : Soof de Antoinette Beumer[11]
- 2014 : Nena de Saskia Diesing
- 2015 : Erbarme dich - Matthäus Passion Stories de Ramon Gieling
- 2015 : Le Chanteur de Gaza de Hany Abu-Assad[12]
- 2016 : Kamp Holland de Boris Paval Conen[13]
- 2016 : Soof 2 de Esmé Lammers[14]
- 2016 : Beyond Sleep de Boudewijn Koole[15]
- 2017 : Tamu de Bobbie Koek
- 2018 : Craving de Saskia Diesing
- 2018 : Dorst de Saskia Diesing

## Carrière
Il crée l'entreprise de production KeyFilm avec le productrice Hanneke Niens.